# فلسومية
فلسومية (الاسم العلمي: Phelsuma)، جنس كبير من الأبراص المنتمية إلى فصيلة الوزغية. يشار إلى الأنواع الموجودة في جنس فلسومية عادةً باسم أبو بريص النهار.
بعض أبراص النهار معرضة لخطر الانقراض الشديد وبعضها لخطر شائع، ولكن جميع أنواع فلسومية مدرجة في الملحق الثاني من اتفاقية سايتس. لا يُعرف الكثير عن المتاجرة في أبو بريص النهار، لكن الاتحاد الدولي لحفظ الطبيعة يعتبر المتاجرة فيها تهديدًا لبعض الأنواع. تربى بعض أنواعه في الأسر.
وصف جنس الفلسومية لأول مرة في عام 1825 من قبل عالم الحيوان البريطاني جون إدوارد غراي، الذي أطلق عليه اسم الطبيب الهولندي مورك فان فيلسم. يتكون الجنس من قرابة 70 نوعًا ونويعًا معروفًا.